# 蘇原宮代町
蘇原宮代町（そはらみやだいちょう）は、岐阜県各務原市の地名。現行行政町名は蘇原宮代町一丁目から三丁目。

## 地理
各務原市の蘇原地区に属する。
町域の東部は蘇原宮塚町、蘇原大島町、西部は那加北洞町、南部は蘇原大島町、北部は蘇原北洞町、及び岐阜市岩滝西に接する。
町域には新境川が流れる。
地名は1875年まで存在した各務郡宮代村に因む。
道路
- 東海北陸自動車道
- 県道93号川島三輪線
- 県道205号長森各務原線
- さくら通り

## 歴史
1875年（明治8年）1月、大島村と宮代村が合併し大宮村が発足し、大宮村大字宮代となる。1897年（明治30年）4月、和合村、伊飛島村、三柿野村、古市場村、持田村と合併し蘇原村（1943年に町制施行し蘇原町）が発足。この地域は蘇原村大字宮代となる。
1963年（昭和38年）4月1日、蘇原町は那加町、鵜沼町、稲羽町と合併し各務原市が発足すると、蘇原宮代町が成立。
1978年（昭和53年）12月16日、この地域で区画整理が行われ、従来の蘇原宮代町の大部分をもって蘇原宮代町一丁目から三丁目が成立。また、蘇原宮代町の一部と蘇原大島町の一部、及び岐阜市岩滝一部をもって蘇原宮塚町がが成立。
1979年（昭和54年）1月20日、蘇原宮代町の一部、蘇原大島町の一部、那加前洞町の一部、那加新加納外六ケ所字入会地の一部をもって、那加北洞町が成立。

## 世帯数と人口
2024年（令和6年）10月1日現在の世帯数と人口は以下の通りである
| 丁目             | 世帯数 | 人口  |
| ---------------- | ------ | ----- |
| 蘇原宮代町一丁目 | 32世帯 | 97人  |
| 蘇原宮代町二丁目 | 16世帯 | 38人  |
| 蘇原宮代町三丁目 | 26世帯 | 67人  |
| 計               | 74世帯 | 202人 |

## 小・中学校の学区
市立小・中学校に通う場合、学区は以下の通りとなる。
| 番・番地等 | 小学校                   | 中学校               |
| ---------- | ------------------------ | -------------------- |
| 全域       | 各務原市立蘇原第一小学校 | 各務原市立蘇原中学校 |

## 主な施設
- 宮代長公民館
- 専琳寺
- 若宮八幡神社

## 交通機関
- 東海北陸自動車道蘇原バスストップ
  - 高速美濃・関 - 名古屋線（岐阜バス、名鉄バス共同運行）
  - 高速名古屋関美濃線（岐阜バス）
  - 高速高山線（岐阜バス、濃飛バス共同運行）
  - 高速白川郷線（岐阜バス）
  - 名古屋 - 高岡・砺波線（加越能バス）
- 各務原市ふれあいバス那加線・東西線